# 꽃게상과
꽃게상과(Portunoidea)는 십각목에 속하는 갑각류 상과의 하나이다. 꽃게 등이 속하며 꽃게과를 포함하고 있다.

## 하위 분류
- Carcinidae
- † Carcineretidae
- Catoptridae
- Geryonidae
- † Lithophylacidae
- † Longusorbiidae
- Macropipidae
- Pirimelidae
- 꽃게과(Portunidae)
- † Psammocarcinidae
- Thiidae